# Bajdy, Tỉnh Warmian-Masurian
Bajdy [ˈbai̯dɨ] (tiếng Đức: Boyden)  là một ngôi làng ở quận hành chính của Gmina Zalewo, trong Ilawa County, WARMIŃSKO-MAZURSKIE, ở miền bắc Ba Lan. Nó nằm khoảng 5 kilômét (3 mi)   phía tây bắc Zalewo, 31 km (19 mi) phía bắc Iława và 64 km (40 mi) về phía tây của thủ đô khu vực Olsztyn.